# Riba-roja de Túria (ort)
Ribarroja är en ort i Spanien.   Den ligger i provinsen Província de València och regionen Valencia, i den östra delen av landet, 280 km öster om huvudstaden Madrid. Ribarroja ligger 103 meter över havet och antalet invånare är 20 468.
Terrängen runt Ribarroja är platt. Runt Ribarroja är det tätbefolkat, med 427 invånare per kvadratkilometer. Närmaste större samhälle är Valencia, 18,6 km sydost om Ribarroja. Trakten runt Ribarroja består till största delen av jordbruksmark.